# Periwolia (dystrykt Famagusta)
Periwolia (gr. Περιβόλια, tur. Bahçeler) – wieś na Cyprze, w dystrykcie Famagusta. Położona jest na terenie republiki Cypru Północnego.